# Grande Loja Regular de Portugal
A  Grande Loja Regular de Portugal (GLRP) é uma obediência maçónica portuguesa, criada em 29 de Junho de 1991 pela Grande Loja Nacional Francesa pelo decreto 762, tendo-se constituído como associação de direito civil português em 15 de Julho de 1991, perante o Notário Público do Terceiro Cartório de Lisboa.
Segundo o investigador histórico e jornalista António José Vilela esta surge dum desentendimento no Grande Oriente Lusitano, no final de 1984, entre o filho do seu ex-grão-mestre Adelino da Palma Carlos e o núcleo do então novo grão-mestre José Eduardo Simões Coimbra, que levou a uma cisão no  que acabaria por estar na origem desta outra corrente maçónica, aberta a membros católicos e mais ligada à direita.

A 17 de Dezembro de 2011 teve parte a cerimónia de reconciliação entre a GLRP representada pelo Grão Mestre interino Alexandre de Barahona e a GLLP representada pelo Grão Mestre José Francisco Moreno, cujo passado dividia desde 1997, constituindo novamente e da forma origunal apenas um único corpo Maçónico. 

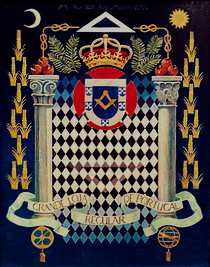
Estandarte original GLRP.

## Moral e ética maçónicas
A  maçonaria em geral, e também por meio da GLRP, privilegia e continua a aprofundar a compreensão dos princípios maçónicos, base de uma moral e ética maçónica e contribui para a sua vivência, quer no processo de avaliação dos candidatos que devem ser livres e de bons costumes, quer na procura de exemplo das boas práticas dos seus membros (graças ao seu trabalho no aperfeiçoamento individual e colectivo).
A grande regra de moral é expressa na primeira condição exigida para que um candidato possa aspirar a ser recebido na Ordem maçónica: tem de ser livre e de bons costumes. O candidato deve passar por esse crivo. Só pode aspirar à iniciação se o seu percurso e perfil, na vida profana, pré-maçónica, for julgado e confirmado com a prática de bons costumes.
No enunciado desta condição de admissão, aparentemente singela, cabem afinal todos os requisitos de comportamento moral que os maçons ficam vinculados a observar durante toda a vida maçónica, sob pena de exclusão. O facto de a maçonaria, especificamente em Portugal por meio da G.·.L.·.R.·.P.·. , sujeitar a admissibilidade no seu seio à condição essencial, sine qua non, da verificação de que o candidato seja de bons costumes, realça a importância que a Ordem confere à qualidade moral dos membros.

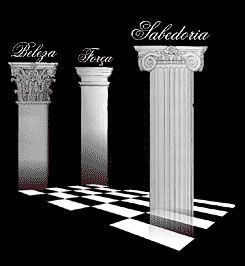
Beleza Força Sabedoria

A sã moralidade dos maçons é elevada, por via dessa exigência, à natureza de grande e universal pilar estruturante da maçonaria. Com efeito, se coexistem obediências que assumem diferentes tendências religiosas e filosóficas, não há notícia de que alguma obediência exista que se afaste expressamente da exigência de que os seus membros sejam tidos como de bons costumes. Os bons costumes são sempre passaporte necessário para a passagem “entre colunas”.
A expressão bons costumes corresponde a um conceito indeterminado, que é bitola adequada para a qualificação de quaisquer actos ou comportamentos, como bons ou como maus, conformes ou não com a moral sã, segundo os valores adoptados numa certa cultura social e em cada momento histórico. Essa expressão maçónica remete afinal ao problema da ética ou moral dos maçons para os padrões e para os problemas filosóficos e metodológicos da ética e da moral em geral, tal como os mesmos se colocam em cada sociedade, para quaisquer homens.
Não é este o local próprio para abordar a imensa produção dos filósofos, desde os clássicos gregos, sobre o bem e o mal. Limita-se aqui à retenção desse pensamento a dois princípios que continuam a concorrer na cultura ocidental, para dilucidar os comportamentos e actos que se conformam com os padrões da moral:

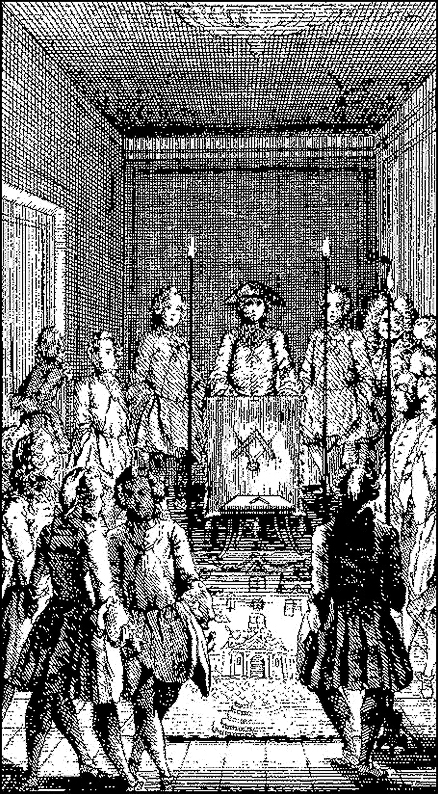
Trabalho em Loja

- A “regra de ouro” de extracção judaico-cristã:

“não faças aos outros o que não gostarias que os outros te fizessem”, ou "faz aos outros aquilo que gostarias que te fizessem".
- O “imperativo categórico” racionalmente deduzido por Kant Século XVIII:

"Age de modo que os princípios sobre que se baseiam as tuas acções possam, por tua vontade, valer simultaneamente como princípio de uma legislação universal";
As posteriores correntes utilitaristas de Bentham e Stuart Mill, do século XIX, pensaram o conteúdo moral numa perspectiva mais pragmática, como dependente da relação entre as quantidades totais de prazer e desprazer ou de utilidade e desvantagem que podem decorrer dos actos ou comportamentos dos homens. Deixando de lado as alucinantes lucubrações de Nietzsche, que busca a genealogia das ideias morais no ressentimento dos fracos e vencidos, na vontade de poder e de força das aristocracias e na sua construção do super-homem, dir-se-á que, mais recentemente, a partir do fim da Segunda Guerra Mundial, as discussões filosóficas sobre o bem e o mal se deslocaram claramente para os domínios da liberdade e dos direitos do homem, como valores fundamentais em si.
É certamente nessa perspectiva que hoje se deve colocar a questão moral, mas isso não afasta a validade dos dois princípios acima destacados e que podem continuar a valer como fórmulas sintéticas para encontrar os caminhos do bem.

### A moral e a ética

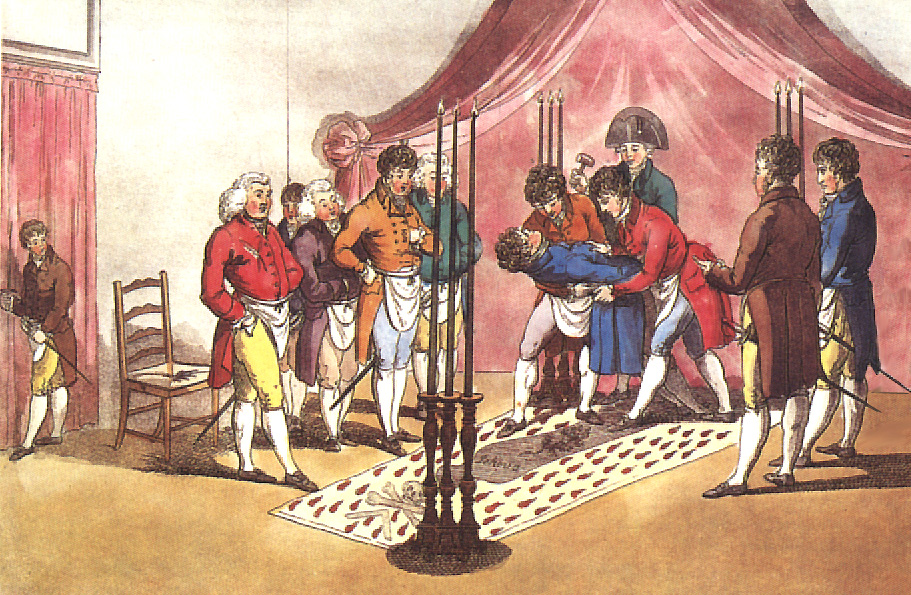
Cerimónia ritual.

A moral e a ética na maçonaria não apresentam qualquer especialidade teórica ou metodológica em relação à moral e à ética em geral. Mas, num plano pragmático e institucional, a circunstância já referida de a maçonaria, especificamente em Portugal, ter adoptado como grande e universal pilar estruturante a qualidade moral dos seus membros, acarreta para todos os maçons uma obrigação reforçada de conformarem a sua vida e todos os seus actos com padrões morais exigentes. Reforçamos que se acentua pelo fim, que a Ordem assume como seu, de procurar o permanente aperfeiçoamento do homem e de toda a humanidade, pela sabedoria, com força e com beleza.

### Bons costumes
E ainda que os padrões morais não sejam mais objectivos nem menos voláteis para os maçons do que para os outros homens, a obrigação que os maçons assumem, quando da sua iniciação, de serem homens de "bons costumes" que se aproximaram da maçonaria para alcançarem os seus aperfeiçoamentos pessoais, colocam-nos perante o dever constante de, em todas as vertentes das suas vidas, procurarem escolher o caminho mais recto. Eles têm a obrigação de procurarem ser moralmente exemplares, já que só as suas exemplaridades lhes permitem contribuir para o cumprimento da obrigação a que também se vincularam de alcançar o aperfeiçoamento progressivo de toda a humanidade.

### Ideal de paz

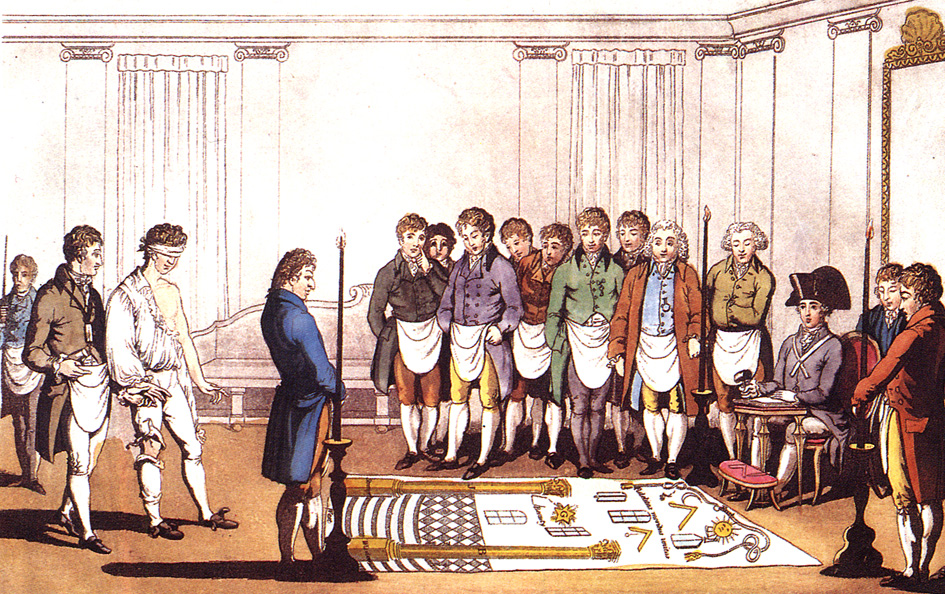
A Iniciação.

Os maçons têm de pôr em prática um ideal de paz. A isso os obriga a terceira regra da constituição da GLRP. Não podem, ou pelo menos não devem, fomentar litígios, nem podem nem devem pactuar com procedimentos que possam conduzir a guerras ou a conflitos, devendo sempre manter o equilíbrio indispensável ao perfeito controle de si próprios, nem podem cultivar os excessos nem deixarem-se dominar pelas paixões, como lhes é imposto pela décima-segunda regra.

### Aperfeiçoamento pessoal
Têm a obrigação, imposta pela quarta regra da mesma constituição, de avaliarem sempre se os seus actos, ou os seus projectos, se conformam com a imperativo dos seus aperfeiçoamentos.

### Fraternidade

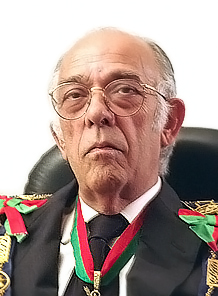
Grão-mestre jubilado Almiro Gaspar Marques.

Têm de ser tolerantes e fraternos, com os seus irmãos em especial, e em geral com todos os outros homens, fomentando a harmonia, a fraternidade, a ajuda recíproca. A isso os obriga a sexta regra. A fraternidade implica igualdade; por isso, porque entre maçons não há distinções, não podem orientar as suas vidas e os seus actos pela preocupação de alcançarem especiais benefícios ou particulares distinções.

### Lealdade
Têm de ser honrados e leais. São-lhes defesos todos os actos e comportamentos que se dirijam, ou que possam conduzir, a prejuízos para terceiros. Têm de cumprir, com honra, todos os seus compromissos. A isso os obriga especialmente a nona regra.

### Realização pelo trabalho
Cumpre-lhes considerar todo o trabalho como um dever e um valor maior, julgando o trabalho – de qualquer espécie, braçal ou intelectual – como o único modo de realização pelo qual o homem se ilustra, contribui para o avanço da humanidade e se pode apresentar como exemplo a seguir. Enfim, a vida dos maçons tem de ser impoluta. Esse é o preço, e a honra, de serem maçons, seja qual for a obediência maçónica em que trabalhe.

### Dalai Lama
A Comissão Dalai Lama – Lisboa 2007 –, formada para a visita do XIV Dalai Lama, convidou a Grande Loja Regular de Portugal, por meio do grão-mestre, para integrar a comissão de honra por meio da qual ficou expressa toda a dimensão do acolhimento a quem é portador de uma mensagem tão conforme os melhores valores fraternos, solidários e universalistas da cultura maçónica.

## Conferências
Em 2008, foi dado início ao ciclo de conferências do Centro de estudos Tradicionais Afonso Domingues (CETAD), subordinado ao tema Diferentes territórios (de)marcados.
Do painel de conferencistas, conta-se o arquitecto Manuel Nicolau, o professor Manuel Calado, o investigador Vítor Escudero, e o grão-mestre da GLRP, Almiro Marques, em conferência que decorreu no Auditório do Museu República e Resistência.